# Keita Mogaki
Keita Mogaki (茂垣 敬太; 14. prosince 1981 Čiba) je bývalý japonský reprezentant ve sportovním lezení, vicemistr Asie v boulderingu, s lezením začal v roce 1995.

## Výkony a ocenění
- 2000–2010: pět medailí z mistrovství Asie

### Závodní výsledky
| Mistrovství světa | Mistrovství světa | Mistrovství světa | Mistrovství světa | Mistrovství světa |
| Rok               | 2001              | 2005              | 2007              | 2009              |
| ----------------- | ----------------- | ----------------- | ----------------- | ----------------- |
| Obtížnost         | 49-50             | —                 | —                 | —                 |
| Bouldering        | —                 | 11                | 31-32             | 25-26             |

| Světový pohár | Světový pohár | Světový pohár | Světový pohár | Světový pohár  | Světový pohár | Světový pohár        | Světový pohár | Světový pohár | Světový pohár | Světový pohár | Světový pohár  | Světový pohár | Světový pohár | Světový pohár |
| Rok           | 2000          | 2001          | 2003          | 2004           | 2005          | 2006                 | 2007          | 2008          | 2009          | 2010          | 2011           | 2012          | 2013          | 2016          |
| ------------- | ------------- | ------------- | ------------- | -------------- | ------------- | -------------------- | ------------- | ------------- | ------------- | ------------- | -------------- | ------------- | ------------- | ------------- |
| Obtížnost     | x             | 0             | x             | —              | —             | x                    | x             | —             | —             | —             | —              | —             | —             | —             |
| jednotlivě*   | ,30,          | ,59,59,       | ,,14,         | —              | —             | ,12,28,13, 15,15,17, | ,12,          | —             | —             | —             | —              | —             | —             | —             |
|               |               |               |               |                |               |                      |               |               |               |               |                |               |               |               |
| Bouldering    | —             | —             | x             | x              | x             | —                    | x             | x             | x             | x             | x              | 0             | x             | 0             |
| jednotlivě*   | —             | —             | ,20,,27,      | ,17,15, 17,11, | ,31,22,       | —                    | ,15,          | ,22,          | ,20,37,10,    | ,17,          | ,21,12, 17,24, | ,34,          | ,23,28,       | ,55,          |
|               |               |               |               |                |               |                      |               |               |               |               |                |               |               |               |
| Kombinace     | —             | —             | x             | —              | —             | —                    | x             | —             | —             | —             | —              | —             | —             | —             |

- pozn.: nalevo jsou poslední závody v roce

| Mistrovství Asie | Mistrovství Asie | Mistrovství Asie | Mistrovství Asie | Mistrovství Asie | Mistrovství Asie | Mistrovství Asie | Mistrovství Asie | Mistrovství Asie |
| Rok              | 2000             | 2002             | 2004             | 2006             | 2007             | 2008             | 2009             | 2010             |
| ---------------- | ---------------- | ---------------- | ---------------- | ---------------- | ---------------- | ---------------- | ---------------- | ---------------- |
| Obtížnost        | 3                | 9                | 5                | 6                | 3                | —                | —                | 5                |
| Rychlost         | —                | —                | —                | 9                | —                | —                | —                | —                |
| Bouldering       | —                | —                | —                | 3                | 2                | 5                | 6                | 3                |

| Mistrovství světa juniorů | Mistrovství světa juniorů | Mistrovství světa juniorů |
| Rok                       | 1999 junioři              | 2000 junioři              |
| ------------------------- | ------------------------- | ------------------------- |
| Obtížnost                 | 22                        | 10                        |